# Hercegovské povstání
Hercegovské povstání (srbochorvatsky Hercegovački ustanak, nebo také Nevesinjska puška) bylo povstání místního obyvatelstva proti osmanské správě na jihu Bosny a Hercegoviny, v okolí obce Nevesinje v roce 1875.

## Historie

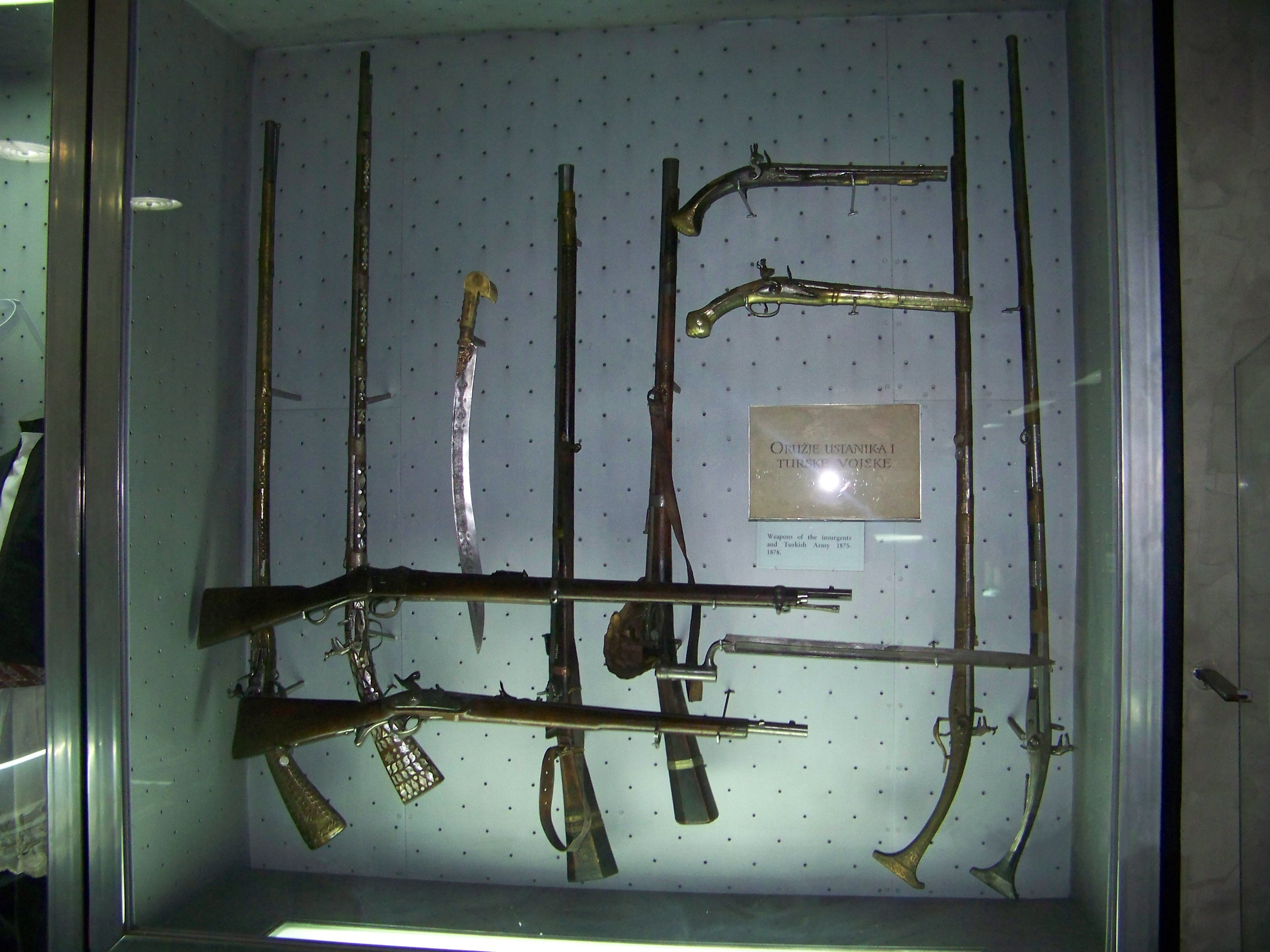
Zbraně používané vzbouřenci

Povstání bylo vyvoláno přehmaty turecké administrativy při vybírání daní. Vůdci povstání byli Peko Pavlovič, Lazar Sočica, Mijo Ljubibratič a další. Kromě srbského obyvatelstva vzbouřence podporovali různými způsoby i Chorvati z Rakousko-Uherska. Na pomoc křesťanskému obyvatelstvu Bosny a Hercegoviny se hlásili četní dobrovolníci, např. ze Slovinska Miroslav Hubmajer.
Velmi rychle se vzpoura rozšířila do celého regionu a poukázala tak na neschopnost Osmanské říše tento region spravovat. Vojensky podporovalo vzbouřence jak Srbsko, tak i Černá Hora, což vyústilo v červenci 1876 v ozbrojený střet mezi oběma státy a Tureckem. Stála proti sobě srbská a černohorská vojska pod velením ruského generála Michala Grigorjeviče Čerňajeva na straně jedné a turecké vojsko pod velením Abdul Kerim paši na straně druhé; tento konflikt byl v témže roce ukončen příměřím.
Naplno se tak rozhořela tzv. Velká východní krize, tedy otázka, co s Bosnou a Hercegovinou. Panoval velice rozšířený názor, že by se toto území mělo připojit k Srbsku. Na mezinárodní scéně vyvolaly bosenské krutosti jak odpor, tak i vlnu zájmu o tento region a některé velmoci (Rusko) se je pokoušely využít pro realizaci vlastních zájmů v případě dělení Balkánského poloostrova. Velká Británie např. oficiálně vyzvala Osmanskou říši, aby s krutostmi skončila a přijala reformní plány (k takové myšlence se potom připojilo i Rakousko-Uhersko). V Rusku vyvstala vlna panslavistických nálad. Sultán Abdulhamid II. zpočátku usiloval o demokratické reformy – nevzešly však v platnost a sultán je všechny sám zrušil.
Na Berlínském kongresu bylo území Bosny a Hercegoviny svěřeno dočasně Rakousko-Uhersku, které jej mělo spravovat, byť formálně zůstalo stále součástí Osmanské říše.